# Danmarks Commercielle Radio
Danmarks Commercielle Radio eller DCR var en dansk reklamefinansieret radio, som sendte i perioden 15. september 1961 til 29. januar 1962, hvor den blev lagt sammen med Radio Mercur. Ligesom Radio Mercur sendte DCR fra et skib, Lucky Star, i internationalt farvand i Øresund.
DCR blev startet af en gruppe udbrydere fra Radio Mercur og havde som grundlæggere Benny Knudsen, Vagn Jensen, Hans Vangkilde og Børge Agerskov. De hentede økonomisk støtte fra finansmanden Alex Brask Thomsen.
Efter sammenlægningen blev navnet Radio Mercur, men kendingssignalet var DCR's jingle.